# عزرا كونفيس
عزرا كونفيس (بالإنجليزية: Ezra Convis)‏ ( – 1838) هو أول رئيس لمجلس النواب في ميشيغان ومؤسس فيرونا بولاية ميشيغان .
ولد كونفيس في سيلفر كريك ، مقاطعة تشوتوكوا ، نيويورك . انتقل إلى ميشيغان في عام 1834 واستقر أولاً في باتل كريك ثم انتقل شمالًا في عام 1835 لتأسيس مدينة فيرونا. في عام 1835 تم انتخابه لعضوية مجلس النواب الجديد في ميشيغان واختير كأول رئيس لمجلس النواب. أعيد انتخاب كونفيس في عام 1837، لكنه توفي في أوائل عام 1838 نتيجة لحادث كبير وقع أثناء عودته إلى ديترويت (عاصمة ميشيغان آنذاك) بعد حضوره حفل زفاف ابنة السيد تين إيك في ديربورن .